# Janko Borković
Janko Borković (Domagović, 21. kolovoza 1876. − Zagreb, 5. ožujka 1935.), hrvatski crkveno-povijesni pisac iz plemićke obitelji Borkovića.

## Životopis
Rodio se u Domagoviću, matičnom posjedu njegove obitelji. Bio je upravitelj crkve sv. Jeronima u Rimu (1910. – 1915.). Obnašao je dužnost pomoćnika i savjetnika rektora Zavoda sv. Jeronima. Borkovićeva je zasluga što je ova ustanova ostala otvorena za pitomce iz hrvatskih krajeva.